# Бабур
Захерудин Мухамед Мирза Бин Омар Шех "Бабур" (перс. بابر 14. фебруар 1483 — 26. децембар 1530) је први цар Могулског царства у Индији. Владао је северном Индијом од 1526. до 1530. Припадао је наследној линији Тимура Ленка, а сам је веровао да је по мајци наследник Џингис-кана. Један је од најславнијих муслиманских војсковођа и владара.
Бабур је био велики ратник, и готово цео свој живот је провео у биткама и експанзијама. Након вишегодишњег ратовања око територије коју је наследио од својих предака,и затим освајања и стабилизације на новом простору, тадашњем Кабулистану, кренуо је са својом армијом јужно на индијски субконтинент где је серијом победоносних битака поставио основе за Могулско царство које ће владати тим просторима до 19-ог века.

## Порекло
Рођен је у Андиђану у Ферганској долини у данашњем Узбекистану. Био је најстарији син владара Ферганске долине. Иако је потицао од племена са монголским пореклом, његово племе је прихватило турску и персијску културу, прешло на ислам и живело у Туркестану и Корасану. Његов материњи језик је чагатај, али једнако добро је знао персијски. Бабур је био пореклом Монгол, што се на персијском говорило Могул. Добијао је подршку од турских и иранских народа Централне Азије, а његова армија је представљала етничку мешавину у којој су се налазили и Персијанци, Паштуни, Арапи и чангатајски Турко-монголи. У Бабуровој војсци су се налазили и Кизилбаше, припадници милитантног шиитског суфистичког реда из Персије.

## Војна каријера
Када је имао 12 година наследио је свога оца као владар Фергане. Стричеви су покушали да му преотму позицију и територије, тако да је доста времена провео у избеглиштву. Освојио је Самарканд 1497. након седам месеци опсаде. Самаркандом је за време опсаде владао Тимурид Бајсонкор Мирза. Ипак, док је био у Фергани Самарканд је опет пао под власт Бајсонкора, који се удружио са војсковођом који ће бити дугогодишњи Бабуров непријатељ- узбечки лидер Мухамед Шајбани Кан. Ипак, Бабур је са својим тимуридским снагама опет поразио Бајсонкора и Шајбанија и по други пут зауузео Самарканд. За то време побуњено племство му је одузело власт над 350 km удаљеном Ферганском долином. На њиховом челу је био Султан Ахмед Тамбол. Бабур је заратио са њим, победивши га у тешком окршају код Кубана 1499. и затим код тврђаве Маду исте године. Након ове две успешне битке против Ахмед Тамбола, Бабур је се вратио својој главној амбицији. На путу за Фергану војска га је напустила, па је остао и без Самарканда. Поново је 1501. био у поседу Самарканда, али победио га је узбечки кан Мухамед Шајбани. Након овога, Бабур је се супроставио Шајбанију у бици код Сар Е Пула 1503. али је у њој Бабурова армија поражена. Следеће године, 1503. још племства уз султан Ахмед Тамбола су издали Бабура удруживши се са Шајбанијем, и тиме је Бабур остао без Фергане којом је владао. Након тога је се Бабур удружио са могулистанским кановима Махмудом и Ахмед Алаком и сва тројица су спојивши снаге кренули на Шајбанија, али опет били поражени код Акшија. Шајбани је након битке код Акшија у својој империји имао Самарканд, Туркистан, Андиђан, Фергану, Наманган, Ташкент и Бухару. Оставши без својих поседа, Бабур је неко време живео номадски, амбициозно планирајући своје следеће кораке. Бабур је три године је стварао јаку војску, највише од Таџика из Бадакшана. Кабулом је до 1503. владао Улуг Бег Други, након његове смрти наследио га је син Абдул Разак Мирза. Аргунска фракција је убрзо прогнала Абдул Разака и након опсае му преотела Кабул. Са новоствореном војском Бабур је 1504. прешао снегом оковани Хиндикуш и освојио Кабул. Након опсаде је поразио Муким Бег Аргуна, који је владао градом. Након освајања Кабула, сукобио је се са Хазарским племенима, а затим направио прву експедицију у Хиндустан 1505. где је његова војска пљачкала и убијала локално становништво, у покрајинама Кајбер Пас, Кохат, Бану и Хангу. 1506. је освојио Калат, поразивши војску Фарук Аргуна. 1507. је освајао афганске просторе насељене племенима Кафира, са којима је се сукобио у неколико битака, увек одневши победу и одузевши им територије. Ставио је Џахангир Мирзу, свога брата као гувернера у град Газни, Насир Мирза је добио покрајину Нанагар, а покрајине Кунар и Нургул су припале Абдул Разак Мирзи. Након Џахангирове смрти 1508, Газни је такође припао Насир Мирзи. Борио је се против афганских племена Хазара, којима је владао Масуд Хазари, и успешно их је добијао у сваком сукобу, да би му се исти на крају покорили. Тиме је добио ново богато краљевство. Једно време се удружио са рођаком из Херата, са којим је намеравао да заједнички освоји Самарканд. Смрт рођака је одгодила тај потхват. Тај рођак, Хусеин Бајкара Мирза, је био последњи владар Тимурида, након његове смрти 1506. Бабур је променио титулу у Падишах. Побуна дела његових генерала протерала га је из Кабула, кога је поново касније освојио. Бади Ал Заман, владар Херата, син Хусеина Бајкаре је се обратио Шаху Исмаилу за помоћ против Узбека. Мухамед Заман, ће касније ратовати са Бабуром у Хиндустану. Ипак, Узбеци, које води Мухамед Шајбани Кан су освојили и Херат 1507. као и Кандахар, на кратко, 1508. Шајбани је постајао све моћнији.
Османски султан Селим Први је Бабуру у знак помоћи послао артиљеријско наоружање, као и два генерала, то су били Устад Али Кули и Мустафа Руми, док је персијки Шах Исмаил послао своје генерале из реда Кизилбаша, Хусеин Бег Шамло и Абдал Бег Талиш су били главни међу њима.
Сафавидски владар Персије шах Исмаил I поразио је 1510. Бабуровог непријатеља Мухамеда Шајбанија у бици код Мерва, и послао Бабуру преко гласника Шајбанијеву одрубљену главу као симбол победе, али и као доказ. Такође је ослободио ропства Канзаду Бегум, Бабурову сестру, која је била у Шајбанијевом харему. Она је Бабуру била рођена сестра тј. имали су исту мајку, и били су јако везани. Бабур је пад Шајбанија искористио да би повратио старе територије, које су припадале Тимуридима. Удружио се са персијским шахом да заједно деле заузете територије Централне Азије. Од шаха је добио војну помоћ. Бабур је освојио Бухару, где је био дочекан као ослободилац, јер је за разлику од Узбека, он као Тимурид имао легитимитет. После тога Бабур раскида савезништво са Персијом и сам осваја Самарканд. Шах Исмаил је послао Кизилбаше Бабуру у помоћ, да би 1511. у бици код Аб Дараха, уз Исмаилову помоћ Бабур освојио своје старе територије, али их је већ наредне године изгубио, када су Узбеци, на челу са Убајдулах Каном, поразили Бабурове снаге код Газдевана. Ипак, ситуација није била толико позитивна ни за тих годину дана поновне Бабурове владавине Самаркандом, јер је Исмаил послао своје шитске одреде у испомоћ, а Тимуриди су били Сунити, и није има годило да их владајућа структура приморава на промену вере. Бабур се ту није пуно питао, у знак захвалности Исмаилу морао је бити покорен његовим одлукама. Мустафа Али и Ахмед Султан Сафи су била два шитска предводника који су дошли са Бабуровом победоносном поворком у Самарканд 1511. након пораза Узбека. Битци код Газдевана су претходиле две битке, битка код Стон Бриџа, где је Бабур поразио узбечку армију, али је затим изгубио у бици код Кул Малика. Након тога, пораз код Газдевана је био неминован. Најм Е Сани, још један посланик и генерал Шаха Исмаила, дошао је Бабуру као помоћ у овој бици. Успут су направили опсаду града Карши, чија је одбрана лако разбијена, а становништво опљачкано и масакрирано. Ипак, Бабуру није било драго због овога, јер је Карши био део његове отаџбине, и осетио је савест јер је наудио своме народу. Након битке код Газдевана, ово је био четврти пут да Бабур након успешног освајања губи Самарканд, престоницу својих предака. 1515. након смрти Бабуровог брата Насира, племство у Газнију је се побунило против чагатајских владара, али је Бабур је убрзо извршио опсаду града и угушио побуну. 1519. Бабур је освојио утврђења Чангасарај, Парвалу и Баџаур. Парвалом су владала Гакарска племена, на челу са Хати Гакаром и Татар Гакаром. У Баџауру је Бабур направио масакр, и од преко 3000 људских глава, у стилу Тамерлана, направио кулу. Један од вођа утврђења Мансур Јузуфсаи му је се покорио, а његова ћерка Мубарика је склопила брак са Бабуром. Након пада Баџаура Бабуру су припале територије Кундуз и Бадакшан. Хајдар Баџаури, главешина утврђења се покорио Бабуру. Убрзо затим 1520. Бабур осваја Сиалкот, а затим, након двогодишње опсаде, осваја Кандахар, којим је владао Шах Бег Аргун.
Дулат Кан Лоди, због терора и репресије коју је трпео од свог рођака и лидера султаната Ибрахима Лодија, позива Бабура у Индију. Бабур осваја Пунџаб, и у њему градове Лахор, Џаладар, Султанпут и Дибалпур. На челу сваког ставља своје гувернере да владају, узимају порез и чувају мир. На челу Лахора био је Мир Абдул Азиз, Бабуров господар коња. Ибрахим Лоди, чувши за Бабуров напад на Пунџаб, шаље Бихар Лодија, свог рођака, са великом армијом, да протера Тимуриде. Бабур добија ову битку без проблема, а затим иде 1525. у Балк, да би угушио побуну племства. Док је Бабур био заузет опсадом Балка, Дулат Кан Лоди, који се осетио преварено, јер је Бабур кога је он звао да му помогне да би се стабилизовао на свом родном простору, уместо тога перфидно преотео све од њега. Дулат и његов син Гази Кан, тим поводом и пуни гнева крећу на Сиалкот са мањом армијом. Сиалкотом је владао Бабуров гувернер Кусај Кукулташ. Уједињене снаге Мир Абдул Азиза и Кусаја поражавају Дулат Кан Лодија и његовог сина, који се након тога повлаче на планине, у тврђаву Милват, уздајући се да су ту сигурни. Али Бабур је, чим је се вратио у Пунџаб, схватио да осветољубивост Дулат Кана неће тако лако престати да варничи, па је извршио опсаду Милвата и погубио Дулат Кана и сина му Газија.

## Освајање северне Индије
Бабур је веровао да је он законити наследник Тимура Ленка. Тимур Ленк је своједобно оставио Кизр Кана као свога вазала у Пенџабу, где је постао султан Делхијског султаната и оснивач династије Сајидске династије. Ибрахим Лоди из афганистанског племена збацио је Сајидску династију, па се Бабур сматрао правом да врати територије под влат Тмурида. У току припрема за освајање северне Индије Бабур је најпре освојио Кандахар, град на стратешком месту да се спречи напад на Кабул са запада, док он осваја северну Индију. Опсада Кандахара је трајала пуне три године.
Ибрахим Лоди је био јако омражен и међу својим племством, тако да је неколико његових племића позивало Бабура да интервенише. Бабур је сакупио војску од 12.000 људи и кренуо у освајање северне Индије. Успут му се придруживало локално становништво. Прва битка одиграла се фебруара 1526. Бабуров син је победио у првој бици.
Ибрахим Лоди је имао војску од 100.000 људи и 100 ратних слонова. Иако се Бабурова војска успут повећавала регрутацијом локалног становништва, она је била много мања од Лодијеве. Претпоставља се да је Бабур имао 25.000 војника. Међутим Бабурова војска је била наоружана ватреним оружјем. Битка код Хисар Фируза је била први Ибрахимов пораз. Хамид Лоди, који је водио армију, претрпео је тежак пораз од Бабурових снага. На њиховом челу је био Бабуров син Хамајан, који је као награду за ову победу добио град Хисар на управу. Затим, двадесет дана пре битке код Панипата одиграла се битка код Доба. Ибрахимови генерали Дауд Кан и Хатим Кан су пресрели Бабурову војску, али били поражени. Бабур је затим наставио са армијом ка југу. Након тога следује чувена битка код Панипата. У Првој бици код Панипата 21. априла 1526. Бабурова војска је победила, а Ибрахим Лоди је убијен. На страни Лодија ратовао је Викрамџит, генерал из раџпутских племена Томар које је владало тврђавом Гвалиор. Након његове погибије, Гвалиором је владао Татар Сарган Кан, кога је у бици олако добио Бабуров генерал Рахимдад, и тиме су Могули заузели и ово утврђење. Након велике победе код Панипата, Камран Мирза, Бабуров брат је доживео пораз од раџпутског вође Раа Џитсија у опсади тврђаве Биканер.  Бабур је брзо после тога заузео Делхи и Агру, као и тврђаве Долпур, Гвалиор и Бајану. Утврђењем Бајана је владао Низам Кан. Бабур га је поразио и ставио на управу Бајане Квају Махдија. Приликом опсаде Бајане Бабур је се сукобио са Раџпутским снагама Ране Санге. Затим је освојио тврђаву Самбал, коју је дао на управу и власт своме сину Аскари Мирзи. У исто време Самбал је био напднут од стране Афганских снага на челу са Малик Бабан Џилванијем. Бабур је издејствовао победу над њима, након чега му се и сам Касим Самбали, вођа тврђаве покорио. У кратком року освојио је још  утврђења, којима је завладао Бабуров други син, Хамајан. То су била утврђења Рабери којим је владао Хасан Кан Лохани, Калпи, којим је владао Џилал Џигат Кан, Етава, којом је владао Кутуб Кан, Џаунпур и Од. Након вишедневних отпора, сва су редом била покорена. Бабур је одмах после битке наредио свом сину да крене према Агри, која је била Ибрахимова престолница. Ту су нашли породицу од раџе од Гвалиора, који је погинуо код Панипата. Раџина породица се сакривала страхујући од Монгола, о којима су од давнина кружиле најстравичније приче. Када им је нови владар гарантовао безбедност, они су новом владару предали највећи дијамант на свету Кох-и-Нур (значи планина светлости).

## Битке са Раџпутама
Раџпуте су биле моћни владари у делу Индије и успеле су пре Бабурове инвазије да освоје делове територије Делхијског султаната. Владали су југозападно од Бабурових територија у подручју познатом као Раџпутана. Није то било јединствено краљевство, него конфедерација кнежевина, под неформалним суверенитетом династије Раџпут. Тада је владар из династије Раџпут био Рана Санга. Пошто су сазнали да је Бабур победио Лодија, Раџпуте су сматрале да им је то прилика да заузму Делхи и можда целу Индију врате под власт хиндуских Раџпута по први пут након 350 година. Раџпуте су знале за постојање незадовољства у Бабуровој армији. Много војника је желело да се врати у Централну Азију, где лета нису тако врућа. Осим тога Раџпуте су имале много већу војску, па су својом супериорношћу деловале психолошки негативно на Бабурову војску. Бабурова војска није имала воље за даљњим ратовањем. Бабур је због тога пред својом војском рат са Раџпутама приказао као свети рат, а себе као газију, тј. светог ратника. Бабуру су се његови војници морали заклети на Куран да нико неће побећи од непријатеља.
Две армије су се среле на око 70 km западно од Агре код Кванве. Раџпуте су победиле Бабурову претходницу. Раџпуте су затим на преговоре са Бабуром послали генерала Силхадија, коме је Бабур обећао независно краљевство ако изда Раџпуте. Дошло је до битке код Кванве 17. марта 1527. Генерал Силхади је са делом војске напустио бојно поље, па су Раџпуте изгубили битку. Рана Санга је побегао из битке, али након годину дана је био мртав. Бабур је после тога овладао и територијом Раџпута, од којих је захтевао да му плаћају данак. И даље су принчеви раџпута могли да владају по својим обичајима и да задрже контролу својих кнежевина. Победом Ране Санге Бабур је у свом поседу имао покрајину Мевар.
У бици код Канве убијен је раџпутски владар Мевата, Хасам Кан Мевати, након чега је и та територија припала Бабуру, као гувернера поставио је свог сина Хиндала.
Територија Алвар, којом је владао Нахар Кан Мевати, син Хасан Кана је такође дата Хиндал Мирзи. Нахар је сам покорио Бабуровим снагама, без икакве битке. Граду Тураја, у оквиру покрајине Алвар за гувернера је постављен Чин Тимур Кан, верни Бабуров генерал, који је био уз њега још од опсаде Кабула 1504. Утврђење Алвар припало је Фарди Кану.
Након битке код Канве следила је битка код Чандерија, где је Бабур поразио Раџпутског вођу Медини Раа. Победом код Чандерија Бабур је завладао и покрајином Малвом. Ипак, наредне године, 1529. раџпутски вођа Пурам Мал је након вишедневне опсаде и борбе преотео тврђаву Чандери од Бабурове војске.

## После победе над Раџпутама
Бабур је постао владар северозападне Индије и долине Ганга и започео је даљњу експанзију. Постављао би племство, а они су даље били задужени да створе нову војску да би се царство даље ширило. Бабур је стално користио нова оружја. Поред пушака тестирао је нова оружја за опсаде, као нпр. топове, који су могли да баце велики камен на удаљеност од два километра. Побољшао је организацију армију увођењем појачане дисциплине и редовних инспекција. Брат од Ибрахима  Лодија, Махмуд Лоди је предводио једну војску коју је Бабур победио 6. маја 1529. Тиме је престао сваки отпор Бабуровој власти у северној Индији. То је била битка код Гагре. На Махмудовој страни је се борио и господар Бенгала, Насерудин Нусрат шах, који је након битке постао покоран Бабуру, а покрајина Бихар је ушла у Бабурове поседе. Њоме је пре тога владао Џелалудин Лохани, који је, увидевши ситуацију, побегао оставивши Бихар Бабуру.
Неки од главних Бабурових генерала у биткама и опсадама у Делхијском Султанату, били су Чин Тимур Кан, Мухамед Заман, Кусај Кукулташ, Устад Али Кули, Мустафа Руми, Мир Абдул Азиз, Бабурови синови Аскари, Хиндал, Камран, Хамајан и други. у Биткама против Узбека главни генерали су му били његова браћа, Насир и Џахангир други, казашки кан Касим Бег, кизилбаше Шах Исмаила и други.
Бабур је трон дао Хамајану. Аскарију је припао Самбал, Камран Мирзи Кандахар и Кабул, а Хиндал Мирзи покрајине Алвар, Мевар, Малва и град Газни. Бабуров верни генерал и син његовог ујака Ахмед Алака, Чин Тимур Кан, проглашен је за гувернера покрајине Пунџаб.
Бабур је као млад, након константне петогодишње борбе коју је имао око домовине својих предака и Самарканда, када је био у периоду од 14 до 19 година, учврстио своје краљевство у Кабулу, одакле је кренуо да осваја разна утврђења, градове Калат, Газни, Кандахар, Саидпур и друге, као и покрајине Кунар, Нургул, Нанагар, Кундуз и Бадакшан. Десет година је се борио са Узбецима око Траксоканије и Самарканда, некад је успевало, али само накратко. 1523. Дулат Кан Лоди га је позвао у Индију са молбом да са својом војском свргне тамошњег диктаторског окрутног владара Ибрахим Лодија. Бабур, који је иза себе имао 25 година пуних ратовања, одмах је кренуо у Индију са својим трупама. Уместо сарадње са Дулат Кан Лодијем, Бабур му је борбом одузео градове Џаладар, Дибалпур, Султанпур и Сиалкот, а затим га је заробио у тврђаву Милват и недуго затим убиои њега и његовог сина Гази Кана. Бабур је тад завладао Пунџабом. Затим, 1526. након две маестралне победе у мањим биткама, Бабурове снаге су се сконцентрисале на велику битку код Панипата, Ибрахим Лоди је исто радио са друге стране, спремао је своје паштунске редове, а имао је чак и раџпута у својој војсци. Након јако крвавог поподнева, Бабур је однео победу код Панипата, пресудној бици у историји Оријента, која је однела преко 20.000 живота. Бабур је овим имао Делхијски Султанат. Убрзо затим освојио је Мевар, којим је владао Рана Санга. Након, такође помпезне, утицајне и крваве битке код Канве 1527. Рана Санга је поражен и недуго убијен, цео Мевар је био Бабуров. Покрајине Меват и Алвар такође. Хасан Кан Мевати, вођа Мелвар покрајине је ратовао раме уз раме са Раном Сангом код Канве, и притом изгубио живот. Његов син Нахар Кан Мевати, у страху од доласка најезде Бабурових снага побегао је оставивши велику територију коју поседује. Тако су Мевар, Меват и Алвар припали Бабуру након битке код Канве. Покрајина Малва је следећа коју је освојио 1528, након опседа утврђења Чандери, чији је се вођа Медини Рао фанатично борио до задње капи крви без обзира на могућност мировне предаје коју му је Бабур понудио. Извршен је покољ над цивилним становништвом, Малва је била у Бабуровим рукама, и ближила је се још једна битка која ће сасвим устоличити Бабура на индијском Континенту. Битка код Гагре 1529. Са једне стране Бабур, а са друге Махмуд Лоди, брат убијеног Ибрахима, жељан освете, моћи и поновне власти северном индијом, и Насерудин Нусрат Шах, господар покрајине Бенгал. Уз дугу и крваву борбу, Бабур је и овај пут однео јаку победу. Није окупирао Бенгал, али га је направио својом вазалном државом и развио пријатељске односе између Бенгала и свог царства. Џелалудин Лохани, генерал који је поред многих других погинуо код Гагре, ратујући против Бабура, је оставио покрају Бихар иза себе. Бабур ју је одмах присвојио под своје територије.
Започео је са градњом бројних структура, које су представљале мешавину хиндуских елемената са традиционалним муслиманским дизајнима које су користили Персијанци и Турци. Физички је укратко описан, забележено је само да је био јако мишићав и крупан, са косим очима, жућкастом бојом лица и дугом густом црном брадом. Судећи по записима и цртежима из Бабурнаме, Бабур је имао монголске црте лица. Био је јако расипан, тако да је успео да потроши готово све оно што је попљачкао током освајања. Најпознатије Бабурове џамије су џамија Бабри Мешид и џамија Кабули, обе подигнуте око 1527. Зна се да их је саградио још 5 до 10. Такође, направио је велики парк са дрворедима и зидинама у Кабулу, који носи име Бабурово двориште. Поред такозваног Бабуровог дворишта у Кабулу, Бабур је волео да сади дрвореде и конструише паркове у многим градовима и утврђењима које је освојио. Иако је био јако привржен Исламу, често је пио алкохол и узимао опијум. Био је познат као изврстан мотивациони говорник пред битке, када је својој армији требало подићи самопуздање на највиши ниво. Бабур је своје мемоаре написао у књизи названој Бабурнама, која представља својеврстан опис културе и географско-климатских одлика оријента и Хиндустана у његово време, а поред тога аутор је и бројних песама. Своју поезију слао је Узбекистанском писцу и теологу Падшах Хоили, као и писцу Мехмед Хајдар Дуглату. У својој поезији Бабур често са изразитом тугом и носталгијом пева о родној Траксоканији и Фергани, земљи предака која му је одузета, као и о женама, што показује да је, поред тога што је био виспрени император монголско тимуридске крви, Бабур био и емотивна особа. Наводно је био бисексуалац, што није сигурно утврђено. Имао је преко 10 жена. Волео је јако да пије алкохол, а повремено је користио и опијум. Често је имао моменте хумора и смејања, волећи да збија шале и да прича духовите ствари. Бабур је, без обзира на своје тренутке бруталности у неким у биктама или опсадама, показао да је добар дипломата у Хиндустану, балансирајући мир између Тимурида, Афгана и Хиндуса. Преминуо је крајем 1530те године у својој 47ој години. Сматра се да је узрок смрти била велика конзумација алкохола и опијума, као и бројне ране које је стекао у биткама. На самрти је свом наследнику Хамајану изричито наредио да се слаже са браћом Аскаријем, Хиндалом и Камраном и да не улазе у конфликте око власти већ да се поштују и воле међусобно и буду сложни.